# Lasiopetalum ferrugineum
Lasiopetalum ferrugineum är en malvaväxtart som beskrevs av James Edward Smith. Lasiopetalum ferrugineum ingår i släktet Lasiopetalum och familjen malvaväxter. Utöver nominatformen finns också underarten L. f. cordatum.